# أنخيل أرانغو
أنخيل أرانغو هو كاتب كوبي، ولد في 25 مارس 1926، وتوفي في 19 فبراير 2013.